# Synaphosus
Genre
Synaphosus est un genre d'araignées aranéomorphes de la famille des Gnaphosidae.

## Distribution
Les espèces de ce genre se rencontrent en Asie, en Afrique, en Europe et en Amérique du Nord.

## Liste des espèces
Selon World Spider Catalog (version 24.5, 27/11/2023) :
- Synaphosus cangshanus Yang, Yang & Zhang, 2013
- Synaphosus daweiensis Yin, Bao & Peng, 2002
- Synaphosus dubius Marusik & Omelko, 2018
- Synaphosus evertsi Ovtsharenko, Levy & Platnick, 1994
- Synaphosus femininis Deeleman-Reinhold, 2001
- Synaphosus gracillimus (O. Pickard-Cambridge, 1872)
- Synaphosus intricatus (Denis, 1947)
- Synaphosus iunctus Sankaran & Sebastian, 2018
- Synaphosus jaegeri Marusik & Omelko, 2018
- Synaphosus kakamega Ovtsharenko, Levy & Platnick, 1994
- Synaphosus karakumensis Ovtsharenko, Levy & Platnick, 1994
- Synaphosus khashm Ovtsharenko, Levy & Platnick, 1994
- Synaphosus lehtineni Marusik & Omelko, 2018
- Synaphosus leiheng Lin & Li, 2023
- Synaphosus lijun Lin & Li, 2023
- Synaphosus makhambetensis Ponomarev, 2008
- Synaphosus martinezi Zamani, Chatzaki, Esyunin & Marusik, 2021
- Synaphosus minimus (Caporiacco, 1936)
- Synaphosus mongolicus Marusik & Fomichev, 2016
- Synaphosus nanus (O. Pickard-Cambridge, 1872)
- Synaphosus neali Ovtsharenko, Levy & Platnick, 1994
- Synaphosus ovtsharenkoi Marusik & Fomichev, 2016
- Synaphosus palearcticus Ovtsharenko, Levy & Platnick, 1994
- Synaphosus paludis (Chamberlin & Gertsch, 1940)
- Synaphosus parvus (O. Pickard-Cambridge, 1906)
- Synaphosus raveni Deeleman-Reinhold, 2001
- Synaphosus saidovi Marusik & Fomichev, 2016
- Synaphosus sauvage Ovtsharenko, Levy & Platnick, 1994
- Synaphosus shirin Ovtsharenko, Levy & Platnick, 1994
- Synaphosus shmakovi Marusik & Fomichev, 2016
- Synaphosus soyunovi Ovtsharenko, Levy & Platnick, 1994
- Synaphosus syntheticus (Chamberlin, 1924)
- Synaphosus taukum Ovtsharenko, Levy & Platnick, 1994
- Synaphosus trichopus (Roewer, 1928)
- Synaphosus turanicus Ovtsharenko, Levy & Platnick, 1994
- Synaphosus yatenga Ovtsharenko, Levy & Platnick, 1994

## Systématique et taxinomie
Ce genre a été décrit par Platnick et Shadab en 1980 dans les Gnaphosidae.

## Publication originale
- Platnick & Shadab, 1980 : « A revision of the North American spider genera Nodocion, Litopyllus, and Synaphosus (Araneae, Gnaphosidae). » American Museum novitates, no 2691, p. 1-26 (texte intégral).